# Soft On Demand
ソフト・オン・デマンド株式会社（英語：Soft On Demand Company, Limited），通稱SOD，是一個日本的成人影片制造商公司，總部設在東京都中野區，成立於1995年12月。是日本最大成人影片公司之一，因其對成人影片的創造性內容而聞名。

## 概要
自1996年脫離傳統AV片商的映畫倫理管理委員會以來，SOD一直是成長最快與表現最好的片商之一，並設立與吸引不少子公司加盟，其創造性內容受視聽者關愛，近年來與擁有MOODYZ與S1的北都集團被視為日本成人映像業界的兩大勢力，2006年，SOD集合日本數家成人片商舉辦「AV OPEN」作品競賽，並集合500位男女集體性愛拍攝成作品，同時也積極和西洋成人片商合作，受到很多業界觀察家注目。
2010年舉辦挑戰「世界做愛最久」的企劃，由女優新垣聖那與男優川本英雄以連續做愛十小時，打破金氏世界紀錄。
2010年12月舉辦「SOD2010年大賞」頒獎當年度優秀的AV作品。

## 著名作品
- SOD女子社員系列
- SOD STAR
- 本物人妻
- 童貞狩
- 透明人
- 時間停止系列
- 魔鏡號系列
- 我的皮可系列
- SOD 加藤海系列

## 主要子公司與相關公司
- （SOD Create）

- Soft·on·demand母公司的主要製作部門。分支有SOD Star、SOD ACE、SOD Cinderella、Senz等。

- （Natural High）

- 1999年8月加入旗下。影片內容以癡漢，擬真性犯罪等內容為大宗。

- （DEEP'S）

- 1999年10月加入旗下。

- （IEnergy）

- 2000年12月加入。在網路討論區熱門的「中出し20連発」系列。

- 著名AV導演志摩紫光設立。以SM內容為主。

- （Hibino）

- 著名AV導演日比野正明設立。以劇情片為主。

- （V&R Products）

- 2004年4月加入。以各種妄想奇想系內容為主，代表作有「時間停止」、「透明人間」等。

- （AKNR）

- 2006年1月加入旗下。以多段式情境劇為主。

- DANDY

- 2006年8月加入。

- LADYxLADY

- 2007年1月加入。女同性戀題材。

- ハンター（Hunter）

- 2007年4月加入。

- ギャルソン（GARCON）

- 2007年6月加入。

- サディスティックヴィレッジ（Sadistic Village）

- 2007年7月加入。

- ロケット（ROCKET）

- 2008年1月加入。 「処女喪失」、「究極の妄想発明シリーズ」系列。

- 人間考察

- 2008年9月加入。

- KEU（稀有）

- 2009年9月加入。

- （NEW SEXUAL）

- 2010年5月加入。以男同性戀色情片為主。

- ATOM

- 2010年11月加入。

- SWITCH

- 2011年12月加入。以情境劇為主。

- new girl

- 2011年12月加入。素人片形式。

- SOSORU（ソソル）

- 2013年3月加入。以情境劇為主。

## 旗下女优
- 纱仓真菜
- 小仓由菜
- 本庄铃
- 唯井真尋
- 青空光
- 夏目响
- 宮島芽衣
- MINAMO（日语：MINAMO）
- 天宮花南（日语：天宮花南）
- 神木麗
- 戀渕桃奈
- 濱邊栞帆（日语：浜辺栞帆）
- 小湊四葉（日语：小湊よつ葉）
- 星乃莉子（日语：星乃莉子）
- 稻荷步（日语：稲荷ある）
- 春野夕子（日语：春野ゆこ）
- 十束流羽（日语：十束るう）
- 渚恋生
- 斉藤帆夏
- 綾瀬天

## 其他
甲斐正明事務所已於2007年離開SOD公司，獨立經營事務所業務。
「原來SOD都是真的」是一句臺灣網路流行用語，多用在與性有關、難以令人置信會發生在現實的事物。在新聞媒體中也常見以此句做為標題的性相關新聞。
SOD與另一詞SSD因僅一字之差，如不察誤用即鬧笑話。

## 外部連結
- SOD官方網站（页面存档备份，存于）（日語）
- SOD官方youtube（页面存档备份，存于）
- Soft On Demand的X（前Twitter）
  - Natural High（页面存档备份，存于）
  - DEEP'S（页面存档备份，存于）
  - IEnergy（页面存档备份，存于）
  - Hibino
  - V&R Products（页面存档备份，存于）
  - AKNR
  - DANDY（页面存档备份，存于）
  - Hunter（页面存档备份，存于）
  - GARCON
  - ROCKET（页面存档备份，存于）
  - 人間考察
  - KEU（页面存档备份，存于）
  - NEW SEXUAL
  - ATOM（页面存档备份，存于）
  - SWITCH（页面存档备份，存于）
  - new girl
  - SOSORU（页面存档备份，存于）